# 장위시
장위시(중국어 간체자: 张予曦, 정체자: 張予曦, 병음: Zhāng Yǔxī, 한자음: 장여희, 1991년 1월 30일 ~ )는 중화인민공화국의 배우이다.